# Пентхаус с видом на север
«Пентха́ус с видом на север» (англ. Penthouse North) — триллер Джозефа Рубина, главные роли сыграли Мишель Монаган и Майкл Китон. Премьера в России состоялась 23 мая 2013 года.

## Сюжет
Девушка Сара (Мишель Монаган) работает фотокорреспондентом, после трагического происшествия она слепнет. Сара отгораживается от всего мира, и закрывается в своем пентхаусе в Нью-Йорке. Единственный с кем она общается — её молодой человек Райан (Эндрю В. Уолкер), который помогает ей не пасть духом. И вот однажды в квартиру врывается преступник-садист (Майкл Китон), со своим сообщником (Бэрри Слоун), для того чтобы найти спрятанные ценности.

## В ролях
| Актёр           | Роль      |
| --------------- | --------- |
| Мишель Монаган  | Сара      |
| Майкл Китон     | Холландер |
| Бэрри Слоун     | Чед       |
| Каньехтио Хорн  | Блэйк     |
| Эндрю В. Уолкер | Райан     |